# Кравченко, Константин Сергеевич
Константи́н Серге́евич Кра́вченко (укр. Костянтин Сергійович Кравченко; род. 24 сентября 1986, Днепропетровск, Украинская ССР, СССР) — украинский футболист, полузащитник. Последний клуб — «Сталь» (Днепродзержинск). Выступал за юношеские сборные Украины до 17 и до 19 лет, а также за молодёжную сборную до 21 года.

## Биография

### Клубная карьера
В детско-юношеской футбольной лиге Украины выступал с 2000 года по 2002 год за днепропетровский «Днепр». Затем играл за «Днепр-3» и «Днепр-2» во Второй лиге Украины. 10 июня 2004 года дебютировал за основную команду «Днепра» в чемпионате Украины в домашнем матче против кировоградской «Звезды» (1:0). Всего за «Днепр» в Высшей лиге провёл 75 матчей, в которых забил 5 голов.
В начале 2008 года стал игроком донецкого «Шахтёра». Трансфер футболиста обошёлся в 5 млн долларов США. Переход Кравченко в стан «Шахтёра» сопровождался скандалом, так как «Днепр» расчёл трансфер Константина кражей. В итоге клубы договорились закрыть конфликт, «Шахтёр» заплатил «Днепру» 5,5 млн долларов. В конце января 2008 года полузащитник стал финалистом Кубка Первого канала. 29 февраля Кравченко был представлен игроком «Шахтёра», взяв себе 23 номер.
9 марта 2008 года дебютировал за «горняков» в Высшей лиге Украины в игре против полтавской «Ворсклы» (0:1). В августе 2010 года перешёл на правах аренды в мариупольский «Ильичёвец». Летом 2011 года стал игроком львовских «Карпат» на правах аренды. В составе «Шахтёра» Кравченко не стал основным игроком проведя за четыре года 28 матчей и забив 9 голов в чемпионате.
Летом 2012 года стал полноправным игроком «Ильичёвца». В июле 2014 года присоединился к латвийскому клубу «Спартак» из Юрмалы, где главным тренером был украинец Роман Пилипчук. В ноябре 2014 года тренировался вместе с днепродзержинской «Сталью». В январе 2015 года находился на просмотре в ужгородской «Говерле». В июле 2015 года проходил просмотр в донецком «Металлурге». В итоге стал игроком черниговской «Десны», которая выступает в Первой лиге Украины. В марте 2016 года объявил о завершении карьеры футболиста.

### Карьера в сборной
Выступал за юношеские сборные Украины до 17 и до 19 лет, а также за молодёжную сборную до 21 года. В июле 2004 года вместе со сборной до 19 лет участвовал в чемпионате Европы, который проходил в Швейцарии. Украина дошла до полуфинала, где уступила будущему победителю турнира Испании.
В августе 2007 года главный тренер национальной сборной Украины Олег Блохин впервые вызвал Кравченко в стан команды на игру отборочного турнира к чемпионату Европы против Грузии. В итоге Блохин оставил Константина на скамейке запасных.

## Достижения
- Чемпион Украины (2): 2007/08, 2009/10
- Бронзовый призёр чемпионата Украины (1): 2003/04
- Обладатель Кубка Украины (2): 2007/08, 2011/12
- Финалист Кубка Украины (1): 2003/04
- Обладатель Кубка УЕФА (1): 2008/09

## Личная жизнь
Старший брат футболиста Антона Кравченко.
11 февраля 2011 года в семье Кравченко родилась дочь, которую родители назвали Моникой.